# Burt Young
Burt Young   (Queens, 30 d'abril de 1940 - Los Angeles, 8 d'octubre de 2023) va ser un actor estatunidenc, conegut sobretot pel seu paper de Paulie Pennino en la saga Rocky.

## Carrera
Burt Young va seguir els cursos de Lee Strasberg a la prestigiosa escola d'art dramàtic Actors Studio. Després d'algunes petites aparicions en thrillers com Chinatown (1974) i The Gambler (1974), Sam Peckinpah va descobrir el seu el talent d'actor en el paper d'un assassí a Els aristòcrates del crim (1975), un pel·lícula en què va conèixer un dels seus amics: l'actor James Caan. El seu paper sòlid va impressionar el realitzador John G. Avildsen, que el va contractar per fer de cunyat de Sylvester Stallone a Rocky.
Amb la seva consagració de l'actor, va ser nominat per a l'Oscar al millor actor secundari. A més, va ser un dels tres actors (juntament amb Stallone i Tony Burton) que surt en tots els Rocky.
Va fer una aparició a la pel·lícula Hi havia una vegada a Amèrica de Sergio Leone (1984). Després de The Pope of the Greenwich Village (1984), la carrera de l'actor es va diversificar i va aparèixer en comèdies lleugeres.
Després de She's So Lovely (1997) de Nick Cassavetes, Young va orientar la seva carrera cap a pel·lícules més intimistes. D'altra banda, va aparèixser en sèries de televisió com Nova York, policia judicial, Walker, Texas Ranger, MASH i com a estrella convidada en un episodi de Dos policies a Miami. També va fer una breu però memorable aparició a la sèrie Els Soprano, en el paper d'un pistoler envellint, el pare de Bobby Baccalieri, en la temporada 3.

## Filmografia

### Cinema
- 1970: Carnival of Blood: Gimpy[3]
- 1971: Nascut per guanyar (Born to Win): First Hood
- 1971: The Gang That Couldn't Shoot Straight: Willie Quarequio
- 1972: A l'altra banda del carrer 110 (Across 110th Street): Lapidis
- 1973: Cinderella Liberty: Mestre d'armes
- 1974: Chinatown: Curly
- 1974: The Gambler de Karel Reisz: Carmine
- 1975: Murph the Surf: Bernasconi
- 1975: Els aristòcrates del crim (The Killer Elite): Mac
- 1976: Harry i Walter se'n van a Nova York (Harry and Walter go to Nova York): Warden Durgom
- 1976: Rocky: Paulie Pennino
- 1977: Twilight's Last Gleaming: Augie Garvas
- 1977: The Choirboys: Scuzzi
- 1978: Comboi de Sam Peckinpah: Pig Pen / Love Machine
- 1978: Uncle Joe Shannon de Joseph C. Hanwright: Joe Shannon (també escriptor)
- 1979: Rocky 2: Paulie Pennino
- 1980: Blood Beach: Sergent Royko
- 1981: ...All the Marbles (All the Marbles): Eddie Cisco
- 1982: Rocky 3: Paulie Pennino
- 1982: Amityville: La possessió (Amityville II: The Possession): Anthony Montelli
- 1982: Lookin' to Get Out: Jerry Feldman
- 1984: Hi havia una vegada a Amèrica (Once Upon in Time in América): Joe
- 1984: El pont de Brooklyn (Over the Brooklyn Bridge): Phil
- 1984: Set de poder (The Pope of Greenwich Village) : Bed Bug Eddie
- 1985: Rocky 4: Paulie Pennino
- 1986: Back to School: Lou
- 1987: Medium Rare: Harry
- 1989: Blood Red: Andrews
- 1989: Last Exit to Brooklyn: Big Joe
- 1990: Betsy's Wedding: Georgie
- 1990: Rocky 5: Paulie Pennino
- 1990: Club Fed: Warden Boyle
- 1990: Diving In de Strathford Hamilton: Entrenador Mack
- 1990: Bright Angel: Art
- 1991: Americano rosso: George Maniago
- 1992: Alibi perfetto: Mancini
- 1993: Força excessiva (Excessive Force): Sal DiMarco
- 1994: Berlín '39: Werner
- 1996: Gran nord (Tashunga): Reno
- 1997: Heaven Before I Die: Pollof
- 1997: Red-Blooded American Girl II: Roy
- 1997: She's So Lovely: Lorenzo
- 1997: The Undertaker's Wedding: Alberto
- 1999: Loser Love: Sydney Delacroix
- 1999: Mickey Blue Eyes: Vito Graziosi
- 2000: Taula One: Frankie Chips
- 2000: Blue Moon: Bobby
- 2000: Very Mean Men: Dominic Piazza
- 2001: Cugini: Pasquale Cugini
- 2001: The Boys of Sunset Bridge: Hank Bartlowski
- 2002: Checkout: Oncle Louie
- 2002: Pluto Nash: Gino
- 2002: Pots besar la núvia (Kiss The Bride): Santo Sposato
- 2003: Crooked Lines: Mike Ameche
- 2004: The Wager: Jack Stockman
- 2004: Land of Plenty: Sherman
- 2005: Transamerica: Murray
- 2005: Nicky's Game: Leo Imitar
- 2006: Rocky Balboa: Paulie Pennino
- 2007: Blue Lake Massacre: Pops
- 2007: Hack!: J. T. Batis
- 2007: Go Go Tales: Murray
- 2007: Oliviero Rising: Santino
- 2008: Carnera: The Walking Mountain: Lou Soresi
- 2009: Nova York, I Love You: Landlord
- 2011: Win Win: Leo Poplar

### Televisió
- 1973: MASH (Serie): Lt. Willis
- 1973: The Connection (telefilm): Ernie
- 1974: The Great Niagara (telefilm): Ace Tully
- 1975: Hustling (telefilm): Gustavino
- 1975-1976: Baretta (sèrie): Willy / Johnny Checco / Solomon
- 1976: 200 dòlars més els costos (sèrie): Stuart Gaily
- 1976: Woman of the year (telefilm): Ralph Rodino
- 1976: Serpico (sèrie): Alec Rosen
- 1978: Daddy, I Don't Like It like This (telefilm): Rocco Agnelli
- 1980: Murder Can Hurt You (telefilm): Lt. Palumbo
- 1984: Miami Vice (sèrie): Lupo Ramírez
- 1985: L'equalitzador (sèrie): Louie Ganucci
- 1985: A Summer to Remember (telefilm): Fidel Fargo
- 1986: Alfred Hitchcock presents (sèrie): Ed Fratus
- 1987: Roomies (sèrie): Nick Chase
- 1991: Vendetta: Secrets of a Mafia Bride (telefilm): Vincent Dominici
- 1992: Tales from Crypt) (sèrie): Don
- 1993: Doble Deception (telefilm): Zimmer
- 1993: Vendetta II: The New Mafia (telefilm): Vincent Dominici
- 1994: Columbo Undercover (telefilm): Mo Weinberg
- 1994-1997: Walker, Texas Ordenar (sèrie): Jack Belmont
- 1997: The Outer Limits (sèrie): Capità Parker
- 1997: The Last Don (sèrie): Virginio Ballazzo
- 1997: Before Women Had Wings (telefilm): Louis Ippolito
- 1997: Law & Order (sèrie): Lewis Darnell
- 1997: Firehouse (telefilm): Cap Frank Shea
- 1998: Cuori in Campo (telefilm): Gallagher
- 2001: Els Soprano (sèrie): Bobby Baccalieri
- 2009: Law & Order (sèrie): Eddie Mack